# Snes-Station
Snes-Station é um jogo de emulador capaz de emular o Super Nintendo em um Playstation 2. Está na versão beta, mas é aceito por ser capaz de emular a maioria dos jogos do SNES. Foi criado em 2001 por Hiryu, que até agora já criou vários emuladores para este console, como o Pgen. Atualmente existem algumas versões do emulador, uma vez que o seu desenvolvimento foi interrompido ou paralisado. O Snes-Station também permite a tradução de jogos. 
O emulador é baseado no famoso emulador para PC de SNES: Snes9x, que consegue emular a maioria das roms comerciais de Super Nintendo, podendo ser gravado em CD’s/DVD’s, preferencialmente em velocidades baixas (2x-4x).
Snes-Station também suporta nomes de até 32 caracteres e tem opções como mudar a posição do ecrã e carregar e guardar estados. Apesar de ser compatível com muitos jogos, o emulador enfrenta problemas de som e baixo framerate, ocorrendo principalmente em jogos em 3d como Doom.